# Élections législatives andorranes de 2023
Les élections législatives andorranes de 2023 se tiennent le 2 avril 2023 afin d'élire les 28 députés du Conseil général de l'Andorre.
Très compétitives, les élections voient s'affronter deux blocs menés par les principaux partis : les Démocrates pour Andorre (DA) du chef du gouvernement sortant Xavier Espot Zamora, et le Parti social-démocrate (PS), principal parti d'opposition.
Le scrutin voit la large victoire des démocrates pour Andorre, qui remportent à eux seuls la majorité absolue, assurant la reconduction de Xavier Espot Zamora. A la surprise générale, c'est finalement le tout nouveau parti Concorde qui arrive en deuxième place, au détriment du PS.

## Contexte

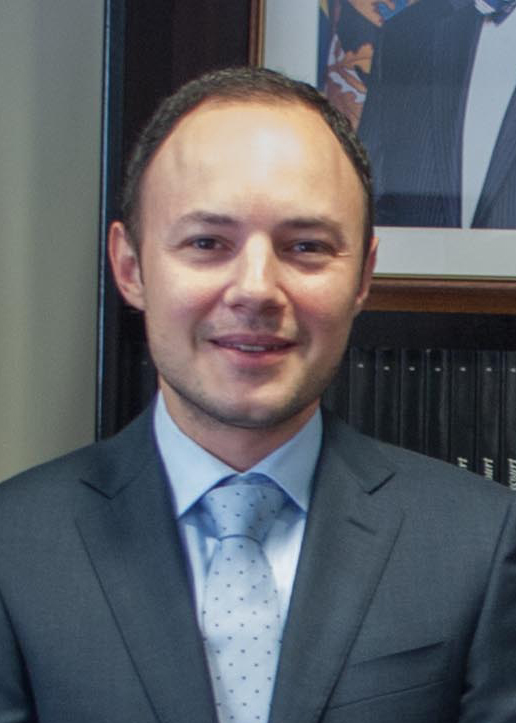
Xavier Espot Zamora

Organisées dans le contexte d'une crise économique du pays face à la remise en question de son statut de paradis fiscal et douanier, les élections législatives d'avril 2019 donnent lieu à un parlement sans majorité, le parti Démocrates pour Andorre perdant sa majorité absolue des sièges malgré son maintien en tête des suffrages avec un léger recul. Le scrutin est par ailleurs marqué par un nombre record de partis en lice et de partis ayant obtenu un siège.
Les Démocrates pour Andorre parviennent à conserver le pouvoir en formant un gouvernement de coalition avec les Libéraux d'Andorre et Troisième voie. C'est la première fois qu'une coalition tripartite est formée dans le pays. Xavier Espot Zamora remplace Antoni Martí au poste de chef du gouvernement. Le cabinet Espot Zamora est notamment remarqué à l'international pour la légalisation du mariage homosexuel en août 2022,,. La constitution limitant à deux le nombre de mandats complets effectués par un chef du gouvernement, Xavier Espot Zamora est en mesure d'être réinvesti par le Conseil général pour un second et dernier mandat.
La scène politique andorrane connait par la suite plusieurs changements. Le parti Troisième voie voit le départ de l'une de ses conseillères, Carine Montaner, qui fonde en 2021 Andorre en avant. Affaibli, son dirigeant Josep Pintat Forne annonce deux mois avant le scrutin de 2023 son retrait de la vie politique. Faute d'avoir trouvé un candidat à sa succession, il annonce également que le parti ne présentera pas de liste aux élections législatives d'avril afin de se concentrer sur les élections municipales de décembre. Le retrait de ce parti ouvre notamment la voie aux autres formations politiques dans la paroisse de Sant Julià de Lòria, son fief électoral,.
Les Libéraux d'Andorre font quant à eux face à une grave scission en juin 2022. La victoire de Josep Maria Cabanes à la primaire de la direction du parti par une voix d'avance mène au départ de ses quatre conseillers, dont la ministre Judith Pallarés, qui fonde quelques mois plus tard le parti Action pour Andorre,.

## Mode de scrutin
L'Andorre est doté d'un parlement unicaméral, le Conseil général, composé de 28 sièges pourvus tous les quatre ans au suffrage universel direct, dont la moitié au scrutin majoritaire plurinominal dans sept circonscriptions électorales de deux sièges chacune correspondant aux paroisses du pays. Les quatorze sièges restants sont pourvus au scrutin proportionnel plurinominal à liste fermée dans une unique circonscription nationale, la répartition se faisant après décompte des voix selon la méthode dite du plus fort reste. Les électeurs ont ainsi à remplir deux bulletins de vote séparés, dans le cadre d'un scrutin parallèle. Les candidats figurant sur une liste paroissiale ne peuvent figurer sur celle nationale.

## Forces en présence
| Parti | Parti                                               | Positionnement                                   | Tête de liste           | Résultats en 2019               |
| ----- | --------------------------------------------------- | ------------------------------------------------ | ----------------------- | ------------------------------- |
|       | Démocrates pour Andorre Demòcrates per Andorra (DA) | Centre droit Libéralisme, libéral-conservatisme  | Xavier Espot Zamora     | 35,13 % des voix 11 sièges      |
|       | Parti social-démocrate Partit Socialdemòcrata (PS)  | Centre gauche Social-démocratie                  | Pere López Agràs        | 30,62 % des voix 7 sièges       |
|       | Libéraux d'Andorre Liberals d'Andorra (L'A)         | Centre droit Libéralisme                         | Josep Maria Cabanes     | 12,48 % des voix 4 sièges       |
|       | Citoyens engagés Ciutadans Compromesos (CC)         | Centre Social-libéralisme, écologisme, localisme | David Baró Riba         | Pas de liste nationale 2 sièges |
|       | Action pour Andorre Acció per Andorra (Acció)       | Centre droit Libéralisme                         | Judith Pallarés         | Nouveau                         |
|       | Andorre en avant Andorra Endavant (AE)              | Droite Populisme, euroscepticisme                | Carine Montaner Raynaud | Nouveau                         |
|       | Concorde Concòrdia (C)                              | Gauche Progressisme, environnementalisme         | Cerni Escalé Cabré      | Nouveau                         |

## Campagne
La campagne est marquée par la formation de deux grands blocs. Le Parti social-démocrate (PS) et Social-démocratie et progrès (SDP) concluent un accord sur la présentation d'une liste commune aussi bien dans la circonscription nationale que dans les paroisses. Cette alliance les place notamment en favoris du scrutin dans la capitale, Andorre-la-Vieille. En réponse, le chef du gouvernement multiplie les rencontres  avec les dirigeants d'autres partis afin de conclure un accord similaire et former avec son parti, Démocrates pour Andorre, une « Alliance du centre droit ». Malgré le retrait de Troisième voie, il parvient à conclure un accord avec les Libéraux d'Andorre, Citoyens engagés et Action pour Andorre. Les quatre partis présentent ainsi des candidats communs dans plusieurs paroisses, tout en conservant leur propre liste dans la circonscription nationale,,.
La campagne électorale est dominée par les thèmes de l'économie et de l'accord d'association avec l'Union européenne. La hausse très marquée de l'inflation au niveau mondial touche également Andorre, qui connait une hausse des prix des biens de consommations ainsi que de l'immobilier. À Andorre-la-Vieille, le prix du mètre carré augmente ainsi d'un tiers entre 2016 et 2023, dont une hausse de 18 % sur la seule année 2022. Les partis axent par conséquent leur campagne sur le thème de la « fracture sociale ». 
La classe politique est globalement favorable à un resserrement des relations entre l'Andorre et l'Union européenne, dans l'objectif de conclure un accord en même temps que Monaco et Saint-Marin similaire à ce que connaissent l'Islande, le Liechtenstein, la Norvège et la Suisse au sein de l'Association européenne de libre-échange. Cette accession dont les négociations ont débuté en 2015 permettrait ainsi l'accès au marché intérieur européen, avec libre circulation des personnes, des biens, des services et des capitaux. S'ils sont tous favorables à un accord, les partis connaissent cependant des divergences d'opinion quant à l'ampleur de ces libres circulations, qu'ils souhaitent négocier, notamment concernant l'immigration avec le maintien de permis de travail. Les Libéraux d'Andorre, Concorde et surtout Andorre en avant se montrent ainsi plus réticents, à l'opposé de la position europhile du bloc PS-SDA. Les partis andorrans se montrent par ailleurs réticents à l'obligation de privatiser les secteurs des télécoms et de l'énergie, gérés par des compagnies publiques nationales. S'il est conclu, l'accord doit par la suite être soumis à référendum.

## Résultats
|                          |                              |                          |                 |                 |                 |                 |           |           |           |               |       |               |  |  |
| Partis                   | Partis                       | Partis                   | Proportionnelle | Proportionnelle | Proportionnelle | Proportionnelle | Paroisses | Paroisses | Paroisses | Paroisses     | Total | +/-           |  |  |
| Partis                   | Partis                       | Partis                   | Voix            | %               | +/-             | Sièges          | Voix      | %         | Sièges    | +/-           | Total | +/-           |  |  |
|                          | Démocrates pour Andorre      | DA                       | 6 262           | 32,66           | 2,47            | 4               | 7 835     | 43,63     | 10        | 4             | 14    | 3             |  |  |
|                          | Citoyens engagés             | CC                       | 6 262           | 32,66           | 2,47            | 1               | 7 835     | 43,63     | 1         | 1             | 2     | en stagnation |  |  |
|                          | Libéraux d'Andorre           | L'A                      | 893             | 4,66            | 7,82            | 0               | 7 835     | 43,63     | 0         | 2             | 0     | 4             |  |  |
|                          | Action pour Andorre          | Acció                    | 805             | 4,20            | Nv              | 0               | 7 835     | 43,63     | 1         | Nv            | 1     | Nv            |  |  |
|                          | Concorde                     | C                        | 4 109           | 21,43           | Nv              | 3               | 3 516     | 19,58     | 2         | Nv            | 5     | Nv            |  |  |
|                          | Parti social-démocrate       | PS                       | 4 036           | 21,05           | 15,44           | 3               | 5 238     | 29,17     | 0         | 2             | 3     | 4             |  |  |
|                          | Social-démocratie et progrès | SDP                      | 4 036           | 21,05           | 15,44           | 0               | 5 238     | 29,17     | 0         | en stagnation | 0     | en stagnation |  |  |
|                          | Andorre en avant             | AE                       | 3 067           | 16,00           | Nv              | 3               | 1 370     | 7,63      | 0         | Nv            | 3     | Nv            |  |  |
|                          |                              |                          |                 |                 |                 |                 |           |           |           |               |       |               |  |  |
| Suffrages exprimés       | Suffrages exprimés           | Suffrages exprimés       | 19 172          | 95,62           |                 |                 | 17 959    | 89,60     |           |               |       |               |  |  |
| Votes nuls               | Votes nuls                   | Votes nuls               | 341             | 1,70            | 557             | 2,78            |           |           |           |               |       |               |  |  |
| Votes blancs             | Votes blancs                 | Votes blancs             | 537             | 2,68            | 1 527           | 7,62            |           |           |           |               |       |               |  |  |
| Total                    | Total                        | Total                    | 20 050          | 100             | –               | 14              | 20 043    | 100       | 14        | en stagnation | 28    | en stagnation |  |  |
| Abstentions              | Abstentions                  | Abstentions              | 9 908           | 33,07           |                 |                 | 9 915     | 33,10     |           |               |       |               |  |  |
| Inscrits / participation | Inscrits / participation     | Inscrits / participation | 29 958          | 66,93           | 29 958          | 66,90           |           |           |           |               |       |               |  |  |

## Analyse
Le scrutin est largement remporté par les Démocrates pour Andorre (DA), permettant à leur dirigeant, Xavier Espot Zamora, de se maintenir au poste de chef du gouvernement. Porté par un discours de « continuité » et de diversification de l'économie dans une campagne électorale dominée par les questions économiques et sociales, DA réunit avec ses alliés une large majorité, et obtient même à lui seul la majorité absolue des sièges. Malgré l'alliance avec DA, les Libéraux d'Andorre perdent toute représentation au Conseil général, victimes de la scission d'Action pour Andorre, qui remporte un siège,,. Ce faible résultat est cependant vécu comme un échec par la nouvelle formation, les Libéraux en ayant obtenu quatre aux précédentes élections.
La surprise du scrutin se révèle cependant être le très bon résultat du parti Concorde, créé en juillet 2022. Dirigé par Cerni Escalé Cabré, ce dernier arrive deuxième au scrutin de liste national, porté par un programme centré sur la lutte contre la spéculation immobilière, la méfiance vis à vis de l'accord avec l'Union européenne, et la légalisation de l'interruption volontaire de grossesse jusqu'à 12 semaines. Le retrait de Troisième voix bénéficie par ailleurs à Andorre en avant, issu d'une scission, qui obtient également de bons résultats et arrive en quatrième place. Xavier Espot Zamora félicite les deux nouvelles formations, qu'il appelle à travailler avec la sienne. Cerni Escalé annonce quant à lui que Concorde travaillera à mettre en œuvre une « opposition constructive » en vue des élections municipales de décembre.
Jusque là principal parti d'opposition, le Parti social-démocrate (PS) pâtît de la montée de Concorde et enregistre un net recul malgré son alliance avec Social-démocratie et progrès. Trois jours après le scrutin, son dirigeant Pere López Agràs annonce sa démission de la tête du parti, effective au prochain congrès le 20 mai suivant.

## Conséquences
Le chef de gouvernement sortant, Xavier Espot Zamora est réélu le 10 mai 2023 par les conseillers généraux, il prête serment le 15 mai à la Casa de la Vall,. Le 16 mai, il nomme ses onze ministres qui prêtent serment le lendemain,.